# Казначеева, Светлана Михайловна
Светлана Михайловна Казначеева (укр. Світлана Михайлівна Казначеєва; род. 1977) — украинский тренер по плаванию; Заслуженный тренер Украины (2002), Заслуженный работник физической культуры и спорта Украины (2004), тренер высшей категории (2002).

## Биография
Родилась 13 марта 1977 года в городе Краматорске Донецкой области Украинской ССР.
В 1998 году окончила Славянский государственный педагогический институт и с этого времени работает тренером-преподавателем по плаванию в ДЮСШИ Донецкого областного центра «Инваспорт». С января 2003 года Светлана Казначеева — тренер сборной Украины по плаванию с нарушениями зрения, с января 2007 года — старший тренер сборной Украины по плаванию с нарушениями зрения. С сентября 2010 года является тренером-преподавателем в КДЮСШ города Славянска. В 2006 году она была удостоена стипендии Кабинета министров Украины.
Ученики Светланы Казначеевой стали неоднократными победителями украинских чемпионатов, чемпионами Паралимпийских игр, мира и Европы. Она воспитала заслуженных мастеров спорта, мастеров спорта международного класса и мастеров спорта Украины. В числе его учеников есть Герой Украины, кавалеры орденов «За заслуги» и «За мужество»: Виктор Смирнов — Герой Украины, полный кавалер ордена «За мужество»; Сергей Клипперт — Заслуженный мастер спорта Украины; Александр Мащенко — Заслуженный мастер спорта Украины.
Муж Светланы Казначеевой — Андрей Казначеев — также является тренером и работает вместе с ней.

## Заслуги
- Была награждена орденом «За заслуги» III степени (2024)[6], орденами Княгини Ольги III степени (2008) и II степени (2012).
- Почетный гражданин города Славянска (2012).
- Неоднократно была отмечена грамотами и благодарностями Верховной Рады Украины, Кабинета министров Украины, Министерства физкультуры и спорта Украины, Украинского и Донецкого областного центров «Инваспорт», Донецкого областного совета и областной госадминистрации, Донецкого областного управления физкультуры и спорта Украины, Славянского городского совета и исполкома.